# Moldavië op het Eurovisiesongfestival 2006
Moldavië deed mee aan het Eurovisiesongfestival 2006. Het was de tweede deelname van het land op het Eurovisiesongfestival. TRM was verantwoordelijk voor de Moldavische bijdrage voor de editie van 2006.

## Eerste nationale finale
De nationale finale werd georganiseerd op 25 februari 2006 in het National Palace in Chisinau.
In totaal deden er 13 artiesten mee aan deze finale en de winnaar werd bepaald door een mix van televoting en jurypunten.
Na deze puntentelling stonden 3 artiesten gedeeld op de eerste plaats.
Het reglement voorzag dat het jongste lid van de jury de beslissing moest nemen, echter weigerde die.
Er kwam dus geen winnaar uit de bus.
| Finale – 25 februari 2006 | Finale – 25 februari 2006 | Finale – 25 februari 2006 | Finale – 25 februari 2006 | Finale – 25 februari 2006 | Finale – 25 februari 2006 | Finale – 25 februari 2006 | Finale – 25 februari 2006 | Finale – 25 februari 2006 |
| Volgorde                  | Artiest                   | Lied                      | Jury                      | Jury                      | Televoting                | Televoting                | Totaal                    | Plaats                    |
| Volgorde                  | Artiest                   | Lied                      | Jury                      | Punten                    | Televoting                | Punten                    | Totaal                    | Plaats                    |
| ------------------------- | ------------------------- | ------------------------- | ------------------------- | ------------------------- | ------------------------- | ------------------------- | ------------------------- | ------------------------- |
| 1                         | Edict                     | "Love is never wrong"     | 52                        | 0                         | 174                       | 0                         | 0                         | 11                        |
| 2                         | Lina                      | "Everytime I see you"     | 56                        | 4                         | 1,297                     | 8                         | 12                        | 5                         |
| 3                         | Studio One                | "Soarele si Dimineata"    | 50                        | 0                         | 283                       | 0                         | 0                         | 11                        |
| 4                         | Millenium                 | "Cred in steaua mea"      | 71                        | 10                        | 1,075                     | 7                         | 17                        | 4                         |
| 5                         | Cezara                    | "Badisor"                 | 64                        | 7                         | 562                       | 4                         | 11                        | 6                         |
| 6                         | Moldstar & Alexa          | "Sing your song"          | 67                        | 8                         | 1,302                     | 10                        | 18                        | 1                         |
| 7                         | Lou                       | "My love is true"         | 57                        | 5                         | 596                       | 3                         | 8                         | 7                         |
| 8                         | Serj Cuzencoff            | "Made in Moldova"         | 63                        | 6                         | 2,702                     | 12                        | 18                        | 1                         |
| 9                         | Aura                      | "Se intoarce calendarul"  | 56                        | 3                         | 505                       | 2                         | 5                         | 9                         |
| 10                        | Olia Tira                 | "Iubirea mea"             | 56                        | 2                         | 573                       | 5                         | 7                         | 8                         |
| 11                        | Georgeta Daraban          | "I believe"               | 54                        | 1                         | 487                       | 1                         | 2                         | 10                        |
| 12                        | Corina Tepes              | "N-am sa vin"             | 51                        | 0                         | 196                       | 0                         | 0                         | 11                        |
| 13                        | Geta Burlacu              | "Zii lauta"               | 72                        | 12                        | 835                       | 6                         | 18                        | 1                         |

## Tweede nationale finale
Omdat de nationale omroep niet tevreden was over de kwaliteit van de liedjes in de eerste finale, besloot men een nieuwe te organiseren op 15 maart 2006. 
In totaal deden er 5 liedjes mee aan deze finale, die gehouden werd in Chisinau. De show werd gepresenteerd door Rusalina Rusu en Bogdan Dascal.
De winnaar werd opnieuw bepaald door een combinatie van jury en televoting.
| Finale – 15 maart 2006 | Finale – 15 maart 2006                       | Finale – 15 maart 2006 | Finale – 15 maart 2006 | Finale – 15 maart 2006 | Finale – 15 maart 2006 | Finale – 15 maart 2006 | Finale – 15 maart 2006 | Finale – 15 maart 2006 |
| Volgorde               | Artiest                                      | Lied                   | Jury                   | Jury                   | Televoting             | Televoting             | Totaal                 | Plaats                 |
| Volgorde               | Artiest                                      | Lied                   | Jury                   | Punten                 | Televoting             | Punten                 | Totaal                 | Plaats                 |
| ---------------------- | -------------------------------------------- | ---------------------- | ---------------------- | ---------------------- | ---------------------- | ---------------------- | ---------------------- | ---------------------- |
| 1                      | Ludmila Znamenskaia                          | "Something About Love" | 50                     | 7                      | 503                    | 7                      | 14                     | 4                      |
| 2                      | Svetlana Sertzova & Vadim Luchin             | "The Games Of Night"   | 45                     | 6                      | 130                    | 6                      | 12                     | 5                      |
| 3                      | Serj Cuzencoff                               | "Made in Moldova"      | 70                     | 10                     | 3,739                  | 10                     | 20                     | 2                      |
| 4                      | Arsenium & Natalia Gordienko feat. Connect-R | "Loca"                 | 74                     | 12                     | 6,818                  | 12                     | 24                     | 1                      |
| 5                      | Marcella                                     | "I've Never Thought"   | 68                     | 8                      | 680                    | 8                      | 16                     | 3                      |

## In Athene
Door het goede resultaat in 2005, mocht Moldavië onmiddellijk aantreden in de finale.
In deze finale moest men aantreden als 2de net na Zwitserland en voor Israël. Na de puntentelling bleek dat ze op een 20ste plaats waren geëindigd met een totaal van 22 punten. 
Men ontving 1 keer het maximum van de punten.
België en Nederland hadden geen punten over voor deze inzending.

### Gekregen punten

#### Finale
| 12 punten  | 10 punten | 8 punten             | 7 punten | 6 punten                |
| ---------- | --------- | -------------------- | -------- | ----------------------- |
| - Roemenië |           |                      |          |                         |
| 5 punten   | 4 punten  | 3 punten             | 2 punten | 1 punt                  |
|            |           | - Portugal - Rusland | - Spanje | - Griekenland - Turkije |

### Punten gegeven door Moldavië

#### Halve finale
| 12 punten | Rusland               |
| 10 punten | Oekraïne              |
| 8 punten  | Bosnië en Herzegovina |
| 7 punten  | Zweden                |
| 6 punten  | Litouwen              |
| 5 punten  | Finland               |
| 4 punten  | Polen                 |
| 3 punten  | Wit-Rusland           |
| 2 punten  | Armenië               |
| 1 punt    | Ierland               |

#### Finale
| 12 punten | Roemenië              |
| 10 punten | Rusland               |
| 8 punten  | Oekraïne              |
| 7 punten  | Armenië               |
| 6 punten  | Finland               |
| 5 punten  | Bosnië en Herzegovina |
| 4 punten  | Litouwen              |
| 3 punten  | Noorwegen             |
| 2 punten  | Zweden                |
| 1 punt    | Griekenland           |

2005 · 2006 · 2007 · 2008 · 2009 · 2010 · 2011 · 2012 · 2013 · 2014 · 2015 · 2016 · 2017 · 2018 · 2019 · 2020 · 2021 · 2022 · 2023 · 2024 · 2025